# Pomnik Stefana Żeromskiego w Krakowie
Pomnik Stefana Żeromskiego – pomnik ustawiony przed budynkiem głównym Szpitala im. S. Żeromskiego w Krakowie w 1974 roku.

## Historia
Autorem popiersia pisarza ustawionego na cokole jest Marian Konieczny. Odsłonięcia dokonała Monika, córka Stefana Żeromskiego, w dniu 12 czerwca 1974 roku. Okazją do odsłonięcia pomnika były obchody 20-lecia Szpitala im. Żeromskiego w Nowej Hucie. 